# 긴축
긴축(Austerity)은 경제 정책에서 지출 삭감, 세금 인상 또는 이 둘의 조합을 통해 정부 예산 적자를 줄이는 것을 목표로 하는 일련의 정치경제 정책이다. 긴축 조치에는 세 가지 주요 유형이 있다. 지출 자금을 조달하기 위해 세금을 인상하는 것, 지출을 줄이면서 세금을 인상하는 것, 세금을 낮추고 정부 지출을 줄이는 것이다. 긴축 조치는 차입이나 대출금 상환에 대한 기존 의무를 이행하기 어려운 정부에서 자주 사용된다. 이 조치는 정부 수입을 지출에 가깝게 하여 예산 적자를 줄이기 위한 것이다. 이러한 조치를 지지하는 사람들은 이것이 필요한 차입 금액을 줄이고 채권자와 신용 평가 기관에 대한 정부의 재정 규율을 입증하여 결과적으로 차입을 더 쉽고 저렴하게 만들 수 있다고 말한다.
대부분의 거시경제 모델에서 정부 지출을 줄이는 긴축 정책은 단기적으로 실업률을 증가시킨다. 이러한 고용 감소는 대개 공공 부문에서는 직접적으로 발생하고 민간 부문에서는 간접적으로 발생한다. 세금 인상을 통해 긴축 정책을 제정하면 가계의 가처분 소득을 줄여 소비를 줄일 수 있다. 정부 지출 자체가 GDP의 구성요소이므로 정부 지출 감소는 단기적으로 국내총생산(GDP) 성장을 감소시킬 수 있다. 장기적으로, 예를 들어 교육 지출 삭감으로 인해 국가의 인력이 고숙련 직업을 수행할 수 없게 되거나 인프라 투자 삭감으로 인해 세금을 줄여 절약한 것보다 기업에 더 많은 비용이 부과되는 경우, 정부 지출 감소는 GDP 성장을 감소시킬 수 있다. . 두 경우 모두, 정부 지출 감소로 인해 GDP 성장이 감소한다면, 긴축 정책은 정부가 더 높은 예산 적자를 운영하는 대안보다 더 높은 부채-GDP 비율로 이어질 수 있다. 대불황의 여파로 많은 유럽 국가의 긴축 조치로 인해 실업률이 증가하고 GDP 성장이 둔화되었다. 그 결과 예산 적자 감소에도 불구하고 GDP 대비 부채 비율이 증가했다.
이론적으로 어떤 경우에는, 특히 생산량 격차가 낮을 때 긴축은 반대 효과를 가져 경제성장을 자극할 수 있다. 예를 들어, 경제가 수용 능력에 도달하거나 거의 가동될 때 단기 적자 지출 증가(부양책)로 인해 이자율이 상승하여 민간 투자가 감소하고 결과적으로 경제 성장이 감소할 수 있다. 과잉 생산 능력이 있는 경우 부양책으로 인해 고용과 생산량이 증가할 수 있다. 알베르토 알레시나(Alberto Alesina), 카를로 파베로(Carlo Favero), 프란체스코 지아바치(Francesco Giavazzi)는 정부의 지출 감소가 총수요(민간 소비, 민간 투자 및 수출)의 증가로 상쇄되는 상황에서 긴축이 확장될 수 있다고 주장한다.

## 같이 보기
- 신자유주의
- 낙수 경제
- 금융긴축